# Друга битва при Ізонцо
Друга битва Ізонцо — відбулася між військами Королівства Італія та Австро-Угорщини на італійському фронті під час Першої світової війни, з 18 липня по 3 серпня 1915 року. Наступ італійських військ з метою прориву австро-угорського фронту біля річки Ізонцо, закінчився провалом.
Після провалу першої битви при Ізонцо, за два тижні раніше, Луїджі Кадорна, головнокомандувач італійських військ, вирішив застосувати для прориву ворожої лінії оборони важку артилерію.
До 23 червня, італійська армія завершила розгортання на всій ділянці фронту. На фронті у 90 км було розгорнуто 19 дивізій зі 1200 гарматами, австро-угорські війська на цій ділянці мали 13 дивізій і 700 гармат.
Під час підготовки нового наступу Кадорна врахував невдалий досвід першої битви. Було приділено увагу ретельнішій артилерійській підготовці, однак нестача артилерійських боєприпасів, гвинтівок, а також ножиць для знищення колючого дроту, знівелювала чисельну перевагу італійців.
23 червня почався другий наступ італійців. Бої набули запеклого характеру, потужні удари італійських військ спрямовувались головним чином проти укріплених районів Тольміно й Гориці з метою розширення плацдарму біля Плави, який було захоплено під час першого наступу. На плато Крас зав'язались запеклі рукопашні бої між італійськими та австро-угорськими військами. Ці бої були дуже кривавими, наприклад, угорська 20-та піхотна дивізія втратила дві третини особового складу. Поблизу Тольміно й Гориці італійці зазнавали важких втрат, оскільки їхні атаки відбивались кулеметним та артилерійським вогнем австро-угорських військ, у разі вклинювання до австрійської оборони оборонці вибивали італійців сміливими контратаками. Через значні втрати й нестачу резервів 7 липня наступ було припинено. Воєнні дії знову набули позиційного характеру.
18 липня, перегрупувавши сили та підтягнувши резерви, італійці відновили наступ. У новому наступі чисельність італійських військ досягла 250 тис. осіб проти 87 тис. австрійців. Однак і триразової переваги італійців виявилось недостатньо, слабка італійська артилерія не змогла зруйнувати загородження з колючого дроту, завдати шкоди окопам австрійців та підготувати атаку. Наступ здійснювався розрізнено та через значні втрати та нестачу боєприпасів 3 серпня його було призупинено. Італійська армія втратила 43 тис. вбитими, пораненими й полоненими, австро-угорці втратили 48 тис. вбитими, пораненими та полоненими. Цей великий наступ тривав понад місяць, однак істотних результатів італійці не здобули.
Незважаючи на невдалі дії італійської армії, їй вдалось відтягнути на себе австрійські сили зі Східного фронту. Протягом усієї літньої кампанії 1915 року австрійське командування перекинуло зі Східного фронту до Ізонцо 8 дивізій.